# Anthony Cartwright
Anthony Cartwright (Dudley, 1973) è uno scrittore inglese.

## Biografia
Anthony Cartwright è uno scrittore inglese, autore di romanzi tra cui The Afterglow, sua opera d'esordio del 2004, vincitore del Betty Trask Award. Quattro suoi romanzi sono stati tradotti in italiano: Heartland (2009), Iron Towns (2016), Il taglio ('The Cut', 2017) e Come ho ucciso Margaret Thatcher  ('How I killed Margaret Thatcher ', 2012) .
Al centro della sua opera il racconto della 'Black Country', la zona ex industriale ad ovest di Birmingham di cui è originario e della sua working class. I suoi personaggi sono sempre degli sconfitti, anche quando nella loro vita sono riusciti a raggiungere dei risultati a volte notevoli non sono mai riusciti a costruire su di essi, o anche solo a mantenerli, e le loro sconfitte individuali diventano il paradigma della sconfitta della loro intera classe.
Una caratteristica delle sue opere è l'importanza che in esse assume lo sport (molto spesso il calcio, ma non solo), in tutte le sue manifestazioni, da quelle puramente ludiche, sia da giocatore che da spettatore, a quelle professionali.

## Opere
In Italiano:
- Heartland, 2013, 66THAND2ND ISBN 978-88-9653-845-6
- Iron towns, 2017, 66THAND2ND, ISBN 978-88-9897-099-5
- Il taglio, 2019, 66THAND2ND ISBN 978-88-3297-072-2
- Come ho ucciso Margaret Thatcher, 2024, Edizioni Alegre, ISBN  9791255600121

In inglese:
- The Afterglow, 2004, Tindal st Pr Ltd ISBN 978-0954130367